# Таймс-сквер (фильм)
«Таймс-сквер» (англ. Times Square) — американская музыкальная драма 1980 года режиссёра Аллана Мойла.

## Сюжет
История о том, как две сбежавшие из дома девочки-подростка, Никки и Памела, организовывают панк-группу.

## В ролях
- Тим Карри — Джонни ла Гардия
- Трини Альварадо — Памела Перл
- Робин Джонсон[англ.] — Никки Маротта

## Саундтрек
Саундтрек фильма содержит песни в исполнении таких популярных групп, как Ramones, The Cure, Talking Heads, Патти Смит и др.